# Фрейзер, Питер
Питер Фрейзер (англ. Peter Fraser; 28 августа 1884—12 декабря 1950) — новозеландский политик, 24-й премьер-министр Новой Зеландии (1940—1949). Он занял этот пост спустя семь месяцев после начала Второй мировой войны и оставался во главе правительства почти десять лет, дольше всех лейбористских премьеров, за исключением Хелен Кларк.

## ВШотландиидо 1910 года
Шотландец по происхождению Питер Фрейзер родился в Хил-оф-Ферн, маленьком селе, около города Тейн в области Хайленд, Восточный Росс. Получил начальное образование, но был вынужден оставить школу из-за отсутствия денег у его семьи. Отданный в обучение к столяру, он, в конце концов, был вынужден оставить это занятие из-за плохого зрения. Позже с трудом читал официальные документы и предпочитал диктовать отчёты вместо того, чтобы писать их. Тем не менее, до того как его зрение ухудшилось, он много читал. Среди его любимых авторов были социалисты Кейр Харди и Роберт Блэтчфорд.
Занялся политической деятельностью, будучи ещё подростком, и в 16 лет уже занял пост секретаря местной ассоциации Либеральной партии, а спустя 8 лет в 1908 году он вступил в Независимую лейбористскую партию.

## Переезд вНовую Зеландию
Ещё через два года, в возрасте 26 лет, после безуспешных поисков работы в Лондоне Фрейзер решил переехать в Новую Зеландию, вероятно выбрав эту страну из-за своего убеждения, что ей присущ сильный прогрессивный дух.
Приехав в Окленд, он стал докером, вступил в Социалистическую партию Новой Зеландии и стал участвовать в деятельности профсоюза. Когда Майкл Джозеф Сэвидж, который спустя двадцать пять лет стал его предшественником на посту премьер-министра, выставил свою кандидатуру в парламент от социалистической партии в округе Центральный Окленд, Фрейзер стал руководителем его предвыборной кампании, а также вступил в Новозеландскую рабочую федерацию, в которой он представлял город Уаихи до забастовки в нём шахтёров в 1912 году. Вскоре после этого он переехал в столицу страны, Веллингтон.
В 1913 году он принял участие в создании Социал-демократической партии, в том же году вместе с другими профсоюзными деятелями он был арестован за нарушение общественного порядка. Хотя арест не привёл к серьёзным последствиям, он решил сменить стратегию, отойдя от прямых действий и начав выступать за парламентские способы достижения власти.
После вступления Великобритании в Первую мировую войну он решительно выступал против участия Новой Зеландии в войне. Разделяя убеждения многих левых, Фрейзер считал этот конфликт «империалистической войной» и боролся за то, что национальные интересы выше доктрин.

## Создание Лейбористской партии
В 1916 году Фрейзер принял участие в основании Лейбористской партии Новой Зеландии, которая объединила большинство членов приходившей в упадок социал-демократической партии. Лидером Лейбористской партии был избран Гарри Холланд. В создании партии также принял участие давний союзник Фрейзера, бывший член Социалистической партии Новой Зеландии, Майкл Сэвидж.
Позже в том же году правительство арестовало Фрейзера и других членов новой Лейбористской партии по обвинению в подстрекательстве к мятежу. Это было вызвано их открытой антивоенной позицией, а также отчасти за призывы к отмене всеобщей воинской обязанности. Фрейзер был приговорён к году тюремного заключения. Он всегда отвергал справедливость приговора, утверждая, что он лишь осуждал воинскую повинность, но не предпринимал активных шагов, чтобы препятствовать ей.
После своего освобождения из тюрьмы Фрейзер работал журналистом в официальной газете Лейбористской партии. Он также возобновил свою деятельность в партии, став руководителем предвыборной кампании Гарри Холланда.
На дополнительных выборах в 1918 году Фрейзер сам был избран в парламент от округа Центральный Веллингтон. Вскоре он безупречно зарекомендовал себя своей деятельностью по борьбе с эпидемией гриппа 1918-1919 годов.
Спустя год после избрания в парламент Фрейзер женился на Дженет Хендерсон Манро, которая также была политической активисткой. Пара оставалась вместе до смерти Дженет в 1945 году, за пять лет до ухода самого Фрейзера. Детей у них не было.

## Член парламента
Политические убеждения Фрейзера окончательно сформировались в начале его парламентской карьеры. Хотя он первоначально с энтузиазмом встретил Октябрьскую революцию 1917 года в России и приход к власти большевиков, вскоре он разочаровался в них и, в конце концов, стал одним из сторонников исключения коммунистов из Лейбористской партии. Он становился всё более последовательным сторонником парламентской политики вместо прямых действий и стремился к более умеренной политике лейбористов.
Взгляды Фрейзера столкнулись с убеждениями Гарри Холланда, остававшегося лидером партии, тем не менее политика партии постепенно сместилась в сторону от крайне левой позиции. Однако в 1933 году Холланд умер, оставив пост лидера партии вакантным. Фрейзер выставил свою кандидатуру на пост лидера партии, но проиграл Майклу Сэвиджу, заместителю Холланда. Фрейзер стал его заместителем.
Хотя Сэвидж имел менее умеренные взгляды, чем Фрейзер, он отошёл от крайней идеологии Холланда. С новым «более мягким» образом лейбористов на фоне правящей консервативной коалиции, боровшейся с последствиями Великой депрессии, партия Сэвиджа одержала победу на выборах 1935 года и сформировала правительство.

## Член правительства
В новом правительстве Фрейзер возглавил министерства здравоохранения, образования, флота и полиции. На посту министра он проявил крайнюю активность, часто работая по 17 часов в сутки, без выходных. Он проявлял особое внимание к образованию, которое он считал жизненно необходимым для проведения социальных реформ. Назначив в департамент образования С. Э. Биби, он обрёл сильного союзника в проведении этих реформ. Также Фрейзер был главным инициатором Закона о социальной защите 1938 года.
Ко времени начала Второй мировой войны в 1939 году Фрейзер сосредоточил в своих руках большинство полномочий главы правительства. К этому времени Майкл Сэвидж тяжело заболел и был на грани смерти, хотя власти и отрицали это публично. Фрейзер принял на себя почти все обязанности премьер-министра в дополнение к своим министерским постам.
Однако внутрипартийные дискуссии среди лейбористов подорвали позиции Фрейзера. Джон А. Ли, видный деятель партии и сторонник социализма, с пеной у рта критиковал заметный дрейф партии в сторону политического центра и резко критиковал Фрейзера и Сэвиджа. Однако нападки Ли оказались настолько сильными, что его осудили даже многие из его собственных сторонников. Фрейзер и его союзники успешно добились исключения Ли из партии 25 марта 1940 года.

## Премьер-министр
Спустя два дня, 27 марта, умер Сэвидж, и Фрейзер одержал победу на выборах главы партии, опередив Джервана МакМиллана и Клайда Карра. Тем не менее он предоставил руководству партии право назначать членов кабинета без одобрения премьер-министра — практика, которой Лейбористская партия придерживается до сих пор.
Несмотря на эту уступку, иногда коллеги осуждали стиль управления Фрейзера, называя его «авторитарным». Некоторые из его решений, направленных на усиление контроля, могли быть вызваны продолжавшейся войной, на которой Фрейзер почти полностью сосредоточился. Тем не менее некоторые из введенных им мер, такие как: цензура, контроль заработной платы, всеобщая воинская повинность стали непопулярны внутри партии. В частности, сильную оппозицию вызвала всеобщая воинская повинность, особенно в связи с тем, что сам Фрейзер выступал против неё в годы Первой мировой войны. Фрейзер отвечал, что участие во Второй мировой в отличие от Первой мировой действительно необходимо и делает воинскую повинность неизбежным злом. Несмотря на оппозицию внутри партии, широкая общественная поддержка сделала возможным введение воинской повинности.
Во время войны Фрейзер попытался наладить отношения с главным соперником лейбористов — Национальной партией. Однако противоречия партий помешали заключению соглашения, и лейбористы продолжили единоличное правление. Тем не менее Фрейзер тесно сотрудничал с Гордоном Коутсом, бывшим премьер-министром, а ныне отступником из рядов Национальной партии. Фрейзер благодарил Коутса за его готовность поступиться партийными принципами и заметил, что лидер националистов Сидней Холланд предпочитает «партийные интересы единству нации».
Во время войны Фрейзер уделял особое внимание тому, чтобы новозеландские войска оставались под контролем Новой Зеландии. Он полагал, что более населённые страны, такие как Великобритания, рассматривают новозеландскую армию лишь как дополнение к своим войскам, а не как армию суверенного государства. После серьёзных потерь новозеландцев в Греции в 1941 году Фрейзер решил оставить за собой последнее слово по вопросу, куда будут направляться новозеландские войска. Фрейзер добился от британских властей того, чтобы Бернард Фрейберг, командующий 2-го новозеландского экспедиционного корпуса, должен отчитываться перед правительством Новой Зеландии также подробно, как и перед британским. Когда в войну вступила Япония, Фрейзер выбирал между отзывом новозеландских войск на Тихоокеанский театр военных действий (как сделала Австралия) или тем, чтобы оставить их на Ближнем Востоке (как просил Уинстон Черчилль). В конце концов, Фрейзер предпочёл второй вариант.

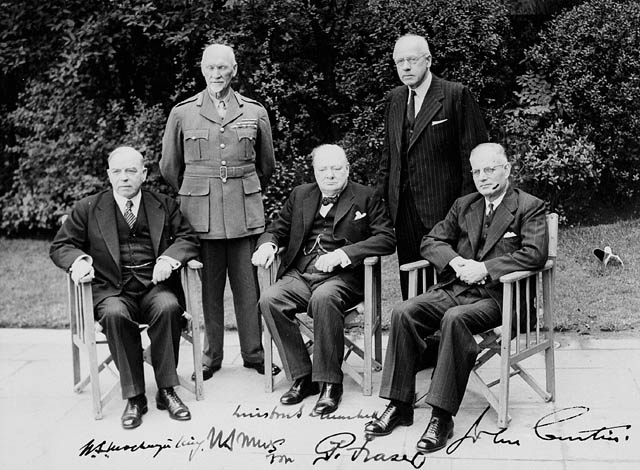
Фрейзер (стоит справа) в 1944 году на конференции глав правительств Содружества.

У Фрейзера были очень напряжённые отношения с государственным секретарём США Корделлом Халлом, в частности из-за Канберрского пакта января 1944 года. Халл сделал Фрейзеру резкий и даже унизительный выговор во время визита Фрейзера в Вашингтон в середине 1944 года, в результате чего новозеландские военные были в определенной степени отстранены от командования во время войны на Тихом океане.
После окончания войны в 1945 году Фрейзер работал с созданным им Департаментом иностранных дел во главе с Алистером МакИнтошем и принял активное участие в создании ООН. В частности, он решительно выступал против предоставления права вето постоянным членам Совета Безопасности ООН и часто неофициально поддерживал малые государства.
Фрейзер поддерживал тесные рабочие отношения с МакИнтошем, который был главой департамента премьер-министра в течение большей части полномочий Фрейзера. В частном порядке МакИнтош описывал свою досаду от трудоголизма Фрейзера и от его нечувствительности к личным потребностям, однако между ними были на самом деле крепкие отношения.
В 1947 году Фрейзер также занял пост министра по делам туземцев (который он переименовал в министра по делам маори). Фрейзер обращал внимание на нужды маори и ввёл ряд мер по ликвидации неравенства.
В своей программной «тронной речи» 1944 года правительство Фрейзера планировало принять Вестминстерский статут 1931 года (спустя 2 года после Австралии), чтобы обрести большую законодательную независимость. Во время дебатов по этому вопросу оппозиция страстно выступила против принятия статута, обвиняя правительство в неверности Великобритании. Депутат от Национальной партии, Фредерик Доидж, заявил «среди нас верность — это инстинкт, такой же сильный, как религия».
Принятие статута было похоронено. По иронии судьбы националистическая оппозиция выступила за принятие статута в 1947 году, когда её лидер и будущий премьер-министр Сидней Холланд внёс депутатский законопроект о роспуске Законодательного совета Новой Зеландии. Поскольку Новой Зеландии требовалось согласие британского парламента для внесения поправок в Конституционный закон Новой Зеландии 1852 года Фрейзер решил принять статут.
Хотя он покинул пост министра образования вскоре после вступления в должность премьера, он вместе с Уолтером Нэшем и С. Э. Биби продолжал играть активную роль в выработке образовательной политики. В 1946 году Фрейзер сменил избирательный округ на Бруклин, который он представлял до своей смерти.
Тем не менее другие действия Фрейзера во внутренней политике вызывали критику. Его медлительность в переходе от системы снабжения военного времени и его поддержка обязательных военных сборов в мирное время нанесли ему политический ущерб. Популярность Фрейзера падала вместе с сокращением поддержки традиционных сторонников лейбористов и ростом усталости населения от мер военного времени. На выборах 1949 года лейбористы потерпели поражение и правительство Фрейзера ушло в отставку.

## Лидер оппозиции
Фрейзер возглавил оппозицию, но ухудшившееся состояние здоровья помешало ему сыграть значительную роль. Он умер в Веллингтоне в возрасте 66 лет и был похоронен на городском кладбище Карори. Его преемником на посту лидера лейбористов стал Уолтер Нэш.